# Equisetum giganteum
Equisetum giganteum är en fräkenväxtart som beskrevs av Carl von Linné. Equisetum giganteum ingår i släktet fräknar, och familjen fräkenväxter. Inga underarter finns listade i Catalogue of Life.

## Bildgalleri

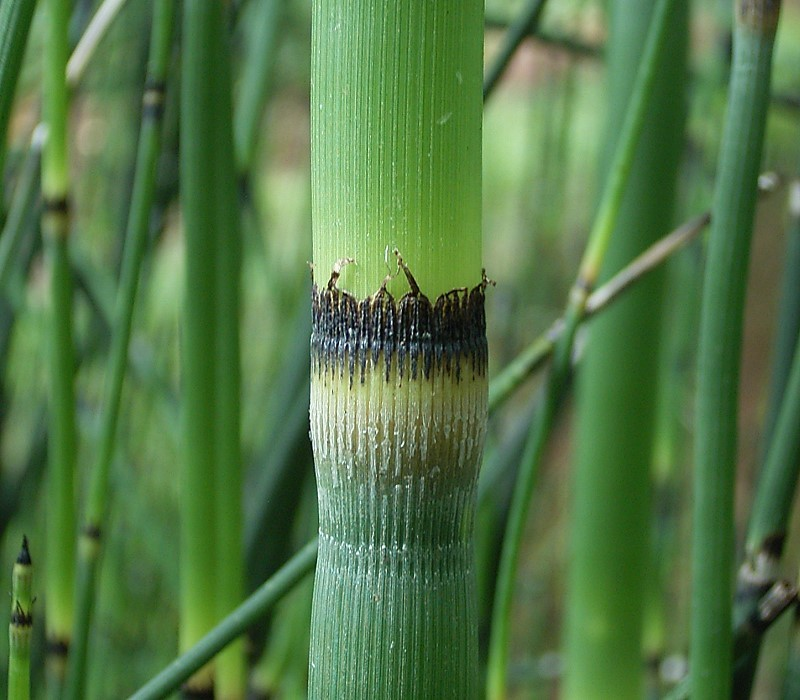
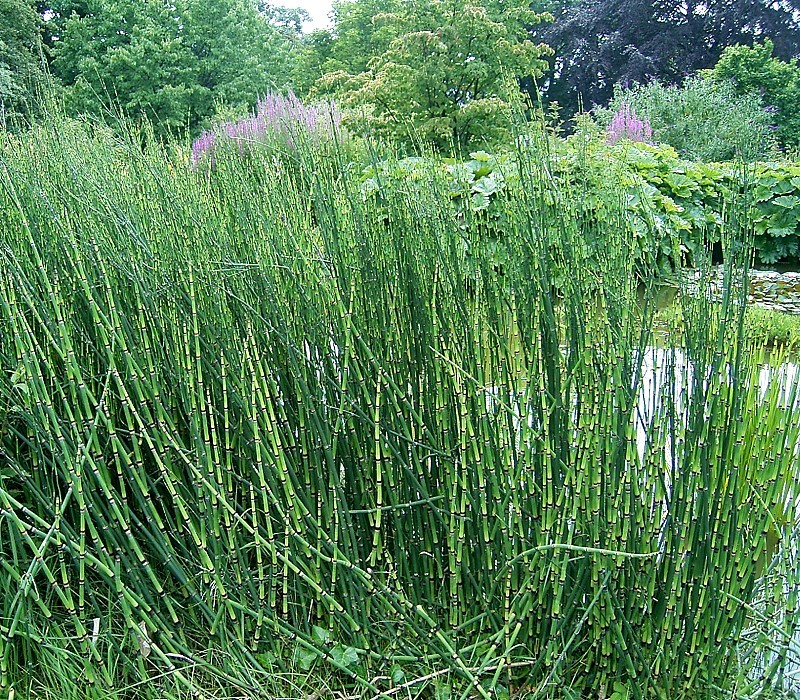
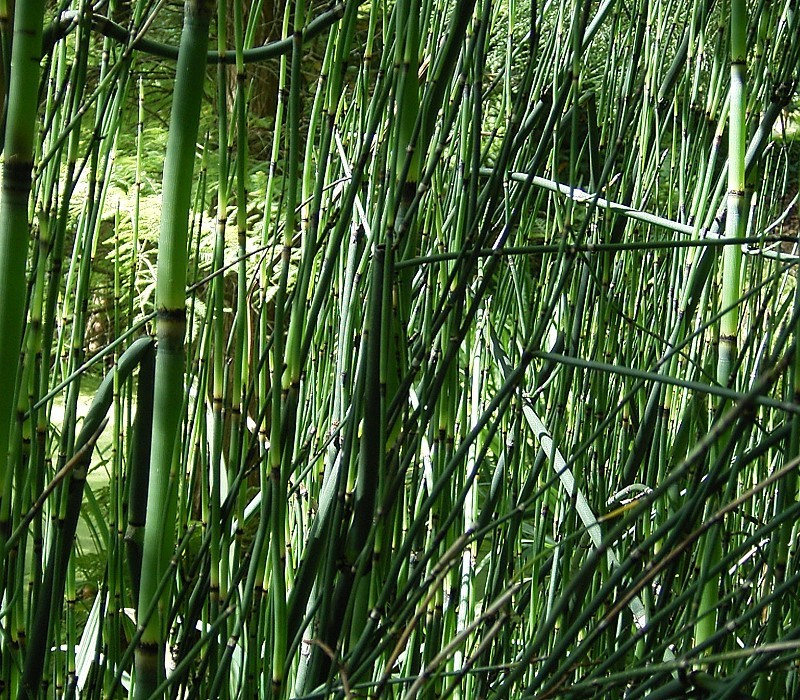
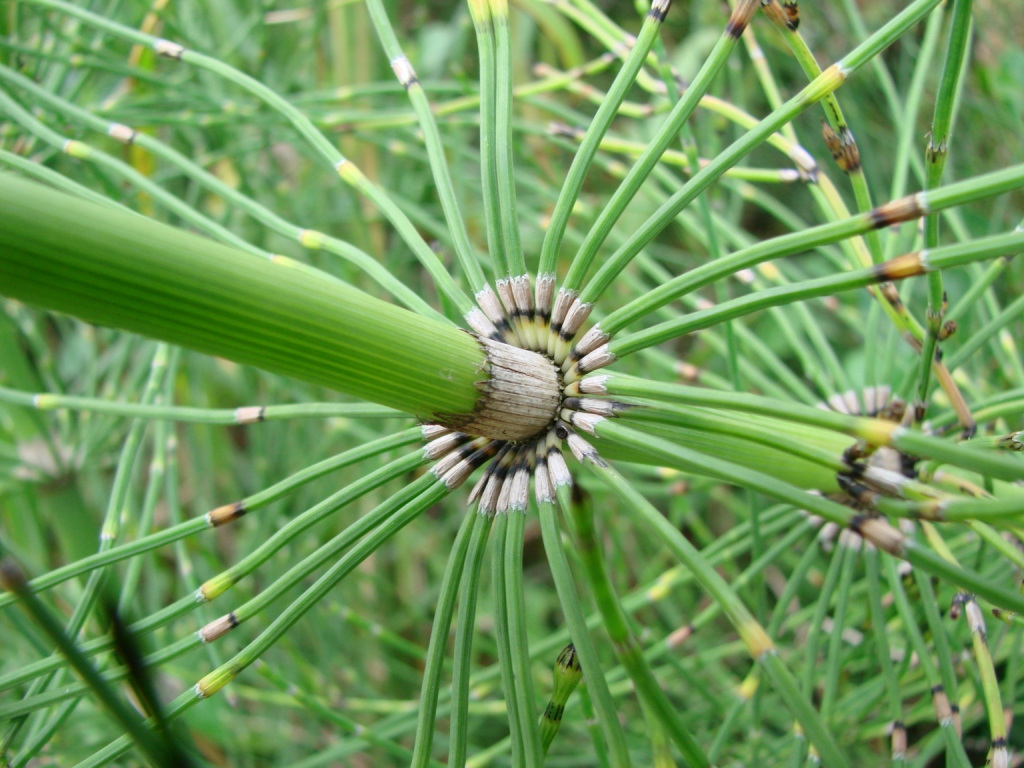
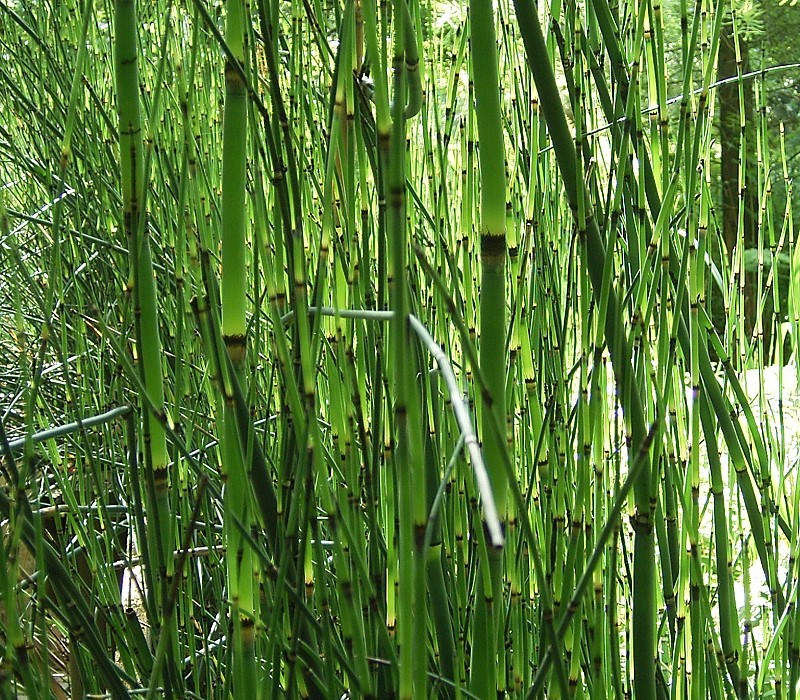
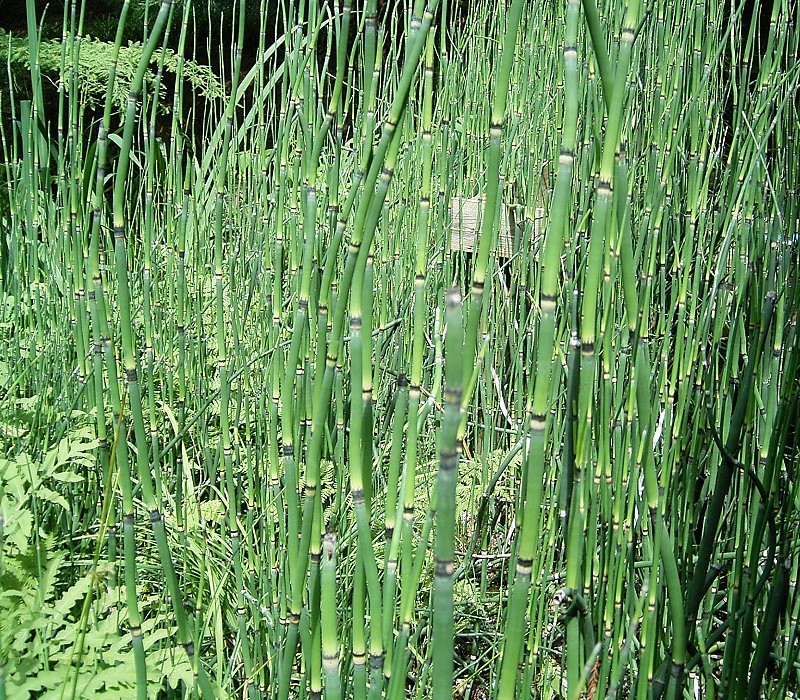